# ريكي غوتيريز
ريكي غوتيريز (بالإنجليزية: Ricky Gutiérrez) هو لاعب كرة قاعدة أمريكي، ولد في 23 مايو 1970 في ميامي في الولايات المتحدة.

## وصلات خارجية
- ريكي غوتيريز على موقعبيزبول رفرنس.كوم (الدوري الرئيسي) (الإنجليزية)